# Dino Gonçalo Castro Jorge
Dino Gonçalo Castro Jorge (Lisboa, 7 de desembre de 1978) és un futbolista portuguès, que ocupa la posició de defensa.

## Trajectòria
Al llarg de la seua carrera, ha militat en equips de Portugal, d'Espanya (arribant a jugar un encontre a primera divisió) i a Anglaterra.

### Equips
- 96/97 Atlético Clube de Portugal
- 97/98 Zamora CF
- 98/99 UD Salamanca
- 98/99 RCD Mallorca B
- 99/00 Farense
- 00/01 Maia
- 01/03 Académica de Coimbra
- 03/04 Sporting Pombal
- 04/05 Amora
- 04/06 Moscavide
- 06/07 Estrela FC
- 07/08 Leyton Orient FC
- 08/09 Oldham Athletic FC
- 09/... GCE Villaralbo